# Iso Lamposaari (ö i Norra Karelen)
Iso Lamposaari är en ö i Finland. Den ligger i sjön Rikkavesi och i kommunen Outokumpu i den ekonomiska regionen  Joensuu ekonomiska region  och landskapet Norra Karelen, i den centrala delen av landet, 400 km nordost om huvudstaden Helsingfors. Öns area är 8,9 hektar och dess största längd är 440 meter i nord-sydlig riktning.